# Psilopogon virens
Psilopogon virens е вид птица от семейство Megalaimidae.

## Разпространение
Видът е разпространен в Бангладеш, Бутан, Виетнам, Индия, Китай, Лаос, Мианмар, Непал, Пакистан и Тайланд.